# Haus von Milutin Milanković
Das Haus von Milutin Milanković ist ein Kulturdenkmal in Serbien. Es befindet sich in Belgrad, in der Gemeinde Palilula, in der Ljubomi-Stojanović-Straße 9.

## Das Gebäude
Das Haus wurde 1927 innerhalb der damals neu gegründeten „Professorenkolonie“ gebaut. Ab 1926 wurden im Bereich der Kolonie Wohngebäude mit günstigen Darlehen des Schatzamtes errichtet, und zunächst waren die Besitzer der Häuser ausschließlich Mitarbeiter der Universität Belgrad.
Die Professorenkolonie mit dem Radialstraßensystem und dem halbkreisförmigen Platz folgte den in den 1930er Jahren aktuellen städtebaulichen Ideen und der Idee der Gartenstadt. Die Kolonie setzte neben der einheitlichen Zuteilung auch eine vereinheitlichte Art von Gebäuden voraus. Die meisten Gebäude in der Professorenkolonie wurden auf der Grundlage von standardisierten Projekten erstellt, die von den Architekten Svetozar Jovanović, Mihailo Radovanović und Petar Krstić Anfang 1926 gebaut wurden.
Das Projekt des Hauses von Milutin Milanković wurde auch von den Architekten Jovanović, Radovanović und Krstić unterzeichnet. Es ist eine bescheidene Villa, die den anderen Häusern in der Professorenkolonie ähnlich war. Die Fassaden waren einfach, aber im Hinblick auf den architektonischen und urbanen Wert repräsentiert sie ein Beispiel der Idee von Kolonien oder Gartenstädten.
Die Bedeutung des Hauses liegt insbesondere in der Tatsache, dass Milutin Milanković (1879–1958) hier lebte. Er war nicht nur ein serbischer, sondern auch ein internationaler Wissenschaftler, Professor und Akademiker von Rang, dessen Interessen von der Mathematik über die Entstehung und die Reformen des Julianischen Kalenders bis hin zu geophysikalischen Theorien wie der astronomischen Theorie der Gletscherära reichten. Nach ihm wurde ein Mondkrater und ein Asteroid benannt.
Heute erinnert eine Gedenktafel am Haus an ihren einstigen berühmten Bewohner.